# 羅馬海軍
羅馬海軍 （拉丁語：Classis）乃古羅馬的海軍，這支海軍為羅馬在地中海開疆闢地，卻從未如同羅馬軍團享有同等特權，寰顧歷史羅馬人始終是個以土地為基礎的國家，羅馬征服希臘及埃及等地方後，由這些地方引進非凡的航海技術，從而發展及管理自身的艦隊。間接因為這個原因，羅馬人認為海軍並不是源自羅馬，在古代海軍及艦隊卻沒有自主權，古羅馬海軍就算在最全盛的時代，也從來沒有作為一支獨立自主的軍種，他們只不過是羅馬陸軍的輔助。
經過第一次布匿戰爭後羅馬海軍大規模的擴軍以及為羅馬的勝戰扮演積極的角色，也為羅馬共和國建立在地中海的霸權，公元前2世紀的前期羅馬欲摧毀迦太基以及在東地中海的希臘化諸王國，以完全掌控海上的各個島嶼使其成為「我们的海」，而羅馬海軍再次聲名大噪是在公元前1世紀剿滅海盜，隨內戰導致共和結束也使地中海再次分崩離析，公元前31年亞克興角戰役也是共和時期最後一次內戰，最後在奧古斯都的勝利下建立羅馬帝國。
在帝國時期地中海變成遼闊且和平的"羅馬湖"，在缺乏海上敵人的狀況下海軍大多被削減，其任務也轉以打擊海上私掠為主，海軍也管理以及維持主要的河道像萊茵河以及多瑙河來支援陸軍。
在帝國末期出現新的征服者以及野蠻人的部落，羅馬船艦持續保衛開放的戰場，三世紀危機海軍開始徵收通行費以減少其本部的壓力，之後“歐洲民族大遷徙”衝擊帝國陸上的防線也使海軍不再處於次等地位，公元5世紀初羅馬必須阻擋野蠻人王國在西地中海的侵略，其中一支汪達爾-阿蘭王國也在地中海上掌握海軍並侵略羅馬城內，使羅馬船艦淪其所有，公元5世紀末繼承帝國西部西羅馬帝國覆亡，帝國東部的東羅馬帝國（拜占廷帝國）建立拜占廷海軍。

## 歷史

### 共和早期
羅馬艦隊的確切起源仍不清楚，一個傳統農業以及陸地導向的社會，羅馬人並不像其鄰伊特魯里亞人一樣而是鮮少冒險出海， 羅馬戰艦最早的紀錄在公元前4世紀的德爾菲，不論如何羅馬艦隊的存在不置可否，故傳統羅馬海軍的建軍在公元前311年，當時羅馬征服了坎帕尼亞，兩位新任官員主張維持一支艦隊，結果共和政府決定由20艘船隻組成一支艦隊，大多數的形狀像三列槳座戰船，然而之後共和政府在義大利的擴張仍以羅馬軍團為主，海軍在此狀況下缺少在海戰的經驗，紀錄上只有公元前282 年擊敗塔蘭托。
這個狀況一直持續到首次布匿戰爭：當時羅馬艦隊平常的任務在守備在義大利的沿岸以及河流，用以保護與海上貿易，重大的任務就是必須參與如圍城的海上封鎖等行動，當時羅馬命令義大利南部的希臘城邦提供船隻以及船員，關於監督海上盟邦的職責都交由四位新的裁判官執行。

#### 首次布匿戰爭
羅馬首次從義大利本土向外擴展而遭遇反抗是在公元前265年的西西里島，以致與迦太基的戰爭爆發且延續至公元前241年，與此同時布匿城是西地中海的霸權，擁有長久的海軍經驗以及龐大的艦隊，儘管羅馬依賴其征服全義大利來支持在西西里島上的一支艦隊，但羅馬的艦隊整體而言是不夠的，公元前261年羅馬元老院著手打造100艘希臘式的船艦，據波利比烏斯紀載：羅馬捕獲迦太基的沉船來當作自己船艦的藍本，新建隊由每年選出的羅馬政務官來擔任司令，但海軍的專業人員卻是低階官員充任，這種人被稱作夥伴（socii）並多由希臘人擔任，這種狀況一直到帝國時代都運作良好，這也證明羅馬海軍直接承襲了希臘海軍的一部分。

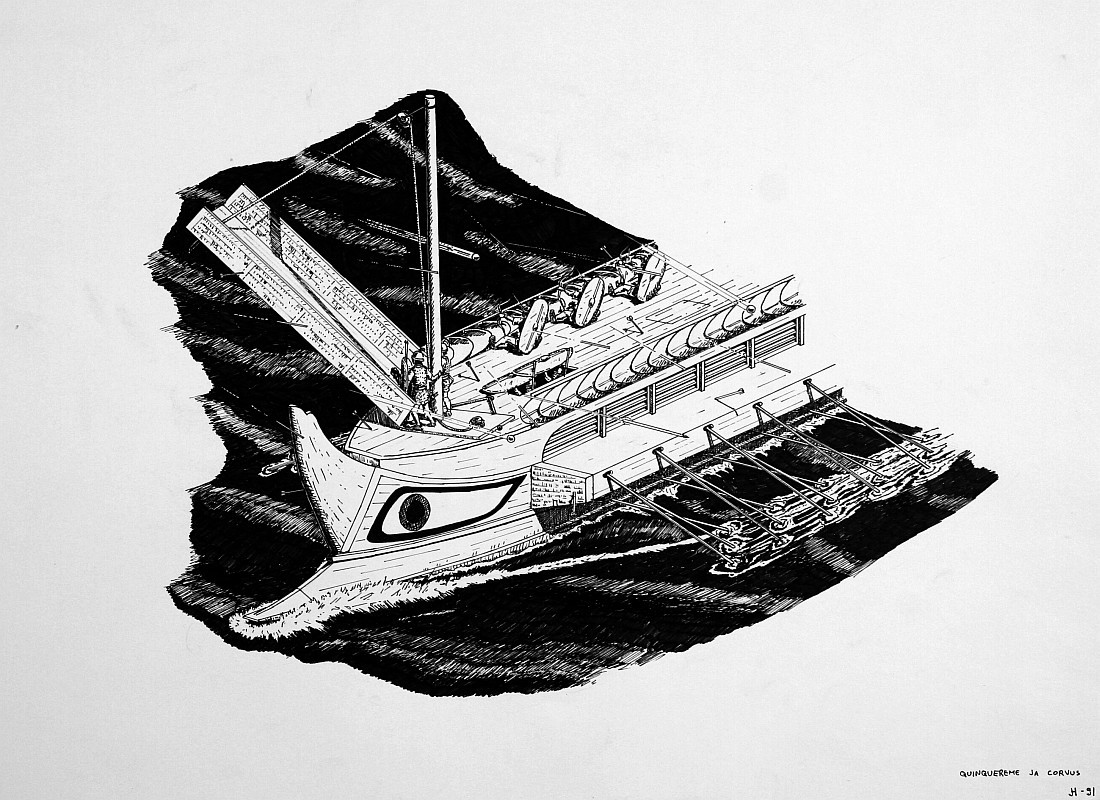
三列槳座是的羅馬戰船搭載烏鴉（corvus），其為羅馬戰艦上的艦橋，烏鴉在攻打迦太基時大放異彩，使羅馬憑藉海軍稱霸西地中海。

據此大量生產使羅馬的艦員相較於迦太基仍保有優勢以及無法披靡的戰術，使之具有良好的操作以及經驗，他們同時操作新式武器使其轉化在海戰的優勢，其在其船艦上裝備烏鴉吊橋，這項技術可能是敘拉古反抗雅典所發展的，其以著有釘鉤的長板固定敵艦，而用此艦橋在敵艦上進行移乘攻擊（登艦攻擊），轉化海面作戰為陸地作戰，對陸戰羅馬軍團更是得心應手，然而烏鴉若未將敵艦固定住則可能是自己的船翻覆深海。
羅馬的首次海戰即公元前260年的埃奧利群島戰爭，羅馬卻遭被成功的抵擋，在使用烏鴉後初出茅廬的羅馬海軍在盖乌斯·杜伊利乌斯（Gaius Duilius）打贏了第一場勝戰－米列海戰（公元前257）在經過一系列的海戰後，羅馬在海上連捷連勝，包含了索拉席之役(公元前258年)、丁達之役（公元前257年）以及埃克诺穆斯海峽（Cape Ecnomus）之役，當時由馬爾庫斯·阿蒂利烏斯·雷古魯斯以及卢基乌斯·曼利乌斯·武尔索（Lucius Manlius Vulso Longus|Lucius Manlius）領軍擊敗迦太基，這一連串的勝利引導羅馬將戰爭推向北非的迦太基本部，羅馬不斷的戰勝也使其海軍增加獨特的經驗，儘管他們也因風暴遭受災難性的損失，反觀迦太基海軍的損失打多為必然的磨損。
公元前249年德莱帕那（Drepana）之役是少數迦太基的海上勝利，迫是羅馬從公民的募款裝配新式船艦，公元前241年也是首次布匿戰爭的最後一場戰役－埃加特斯群島海戰，羅馬在 马尔库斯·阿蒂利乌斯·雷古鲁斯（Gaius Lutatius Catulus）率領下向迦太基展現優異的船藝，其中未使用烏鴉就獲取了勝利。

#### 伊利里亞與第二次布匿戰爭

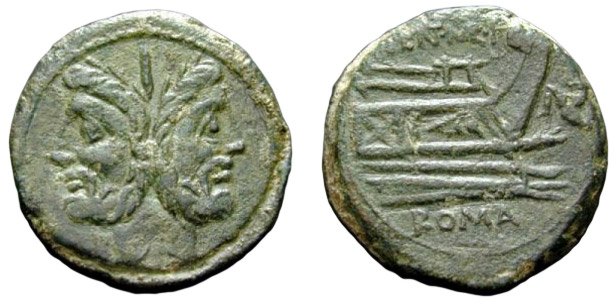
羅馬在公元前3世紀的通行的貨幣阿斯，上有戰艦的船頭圖騰，從這些議題可知海軍在羅馬歷史的重要性。

在羅馬戰勝後在西地中海可與迦太基的海軍實力可以分庭抗禮，其中確保迦太基征服科西嘉以及薩丁尼亞，而允許羅馬全權處理位於伊利里亞旁亞得里亞海的海盜，伊利里亞戰爭象徵了羅馬首次介入巴爾幹半島的事務，最初在公元前229年蒂尤妲（Teuta）女王率領約200艘戰艦的艦隊驅逐位於今日阿爾巴尼亞的希臘城邦，十幾年後羅馬派一支遠征軍討伐德米特里（Demetrius of Pharos），德米特里重建了伊利里亞的海軍並在愛琴海從事走私，而德米特里受當時的腓力五世 (馬其頓)的支持，而腓力對羅馬在伊利里亞急遽的擴張忐忑不安，然而在第二次布匿戰爭（公元前218–201年）在接下來數十年必須將目光轉移到西方。
由於羅馬控制著海域，迦太基名將漢尼拔被迫避免海上進攻，而從陸路把戰火帶進義大利半島，不像第一次布匿戰爭，海軍在此戰的角色微乎其微，唯一一場海戰發生在第一年－利利俾之役（Lilybaeum，位於今日馬爾薩拉，時年公元前218年）以及厄波羅河之役（公元前217年），而兩場皆由羅馬獲勝，儘管總題而言數字相差不大，迦太基並不認為羅馬嚴重的挑戰其威望，羅馬艦隊當時的任務在於襲擊北非以及護衛義大利，其中最重要的就是截取迦太基對漢尼拔軍隊的物資供應，同時監視著迦太基的盟友－腓力， 唯一的主要攻擊行動是在馬克盧斯率領130艘船艦攻擊叙拉古，當時攻城器械相傳是阿基米德所發明的，例如以鏡子燒毀敵艦，憑此圍困敵軍長達兩年之久， 公元前202年大西庇阿率領約160艘船艦登陸非洲，隨後西庇阿在札馬戰役勝利後迫使求和的迦太基放棄所有艦隊。

#### 在東方的行動
羅馬已然成為西地中海的控制者並將目光從迦太基轉向希臘化世界，當公元前214年羅馬已經準備投入第一次馬其頓戰爭，當時艦隊由馬爾庫斯·瓦萊里烏斯·拉埃維努斯（Marcus Valerius Laevinus）並成功對腓力五世衛入侵伊利里安新造的艦隊構成威脅，部分的戰爭被羅馬的盟友埃托利亞同盟以及帕加馬所承擔，直到公元前205年戰爭快結束時，羅馬與帕加馬共組約60艘的船艦的艦隊共同巡守愛琴海，在這場戰爭之間羅馬持續捲入布匿戰爭而未眷戀擴張其領地，但依舊能夠挫敗腓力在希臘成長的勢力，這場戰爭因曠日廢時的僵持而結束，但在公元前201年死灰復燃而當時腓力正入侵安納托利亞，希俄斯島戰役以帕加馬以及羅德島聯軍的慘勝結束，馬其頓的艦隊損失慘重甚至包含旗艦，聯軍向羅馬求援而後者決議投入第二次馬其頓戰爭，鑒於羅馬握有海軍優勢使馬其頓以陸戰為主，再加上已經削弱希俄斯因此沒必要繼續盯住德米特里阿斯，在羅馬獲得庫諾斯克法萊戰役的勝利後，強加給馬其頓的條款是苛刻的，其中包括將其海軍完全解散。
在擊敗馬其頓王國後羅馬旋即捲入與塞琉古的羅馬-敘利亞戰爭，這場戰爭大多發生在陸地，羅馬以及羅德島的聯合海軍在邁昂尼蘇斯戰役以及歐利米登戰役，這些勝利之後藉由和平條約維持關係但條件是必須消除各國海軍勢力，完全消除希臘化各個皇家海軍，使羅馬及其同盟在海上不受挑戰，例如在最後一次布匿戰爭以及第三次馬其頓戰爭，在公元前二世紀末葉羅馬完全控制兩個內海（mare nostrum，意指東西地中海），故後來羅馬海軍被大幅減編而依靠希臘盟邦所供的船艦以及船員。

### 共和晚期

#### 米特里達梯六世與海盜的威脅

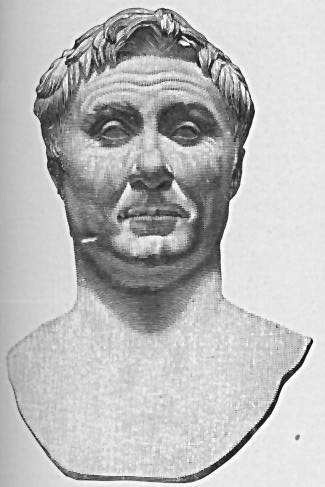
龐培以迅雷不及掩耳之勢擊潰海盜，重建羅馬控制的地中海航線。

然而在強大的海軍退出擴張後，奇里乞亞海盜（Cilician pirates）在地中海上流竄，也時也出沒在克里特或他處，藉米特里達梯六世的支援來掠奪財物以及船艦，而米特里達梯欲募之來強化在米特拉達梯戰爭中反羅馬的勢力，在第一次米特拉達梯戰爭（公元前89–85年）蘇拉不得不到任何可徵用船隻之處徵用船艦來對抗米特里達梯的艦隊，然而這隻湊合集結的艦隊，在公元前86年由盧卡烏斯（Lucullus）於博茲賈島之役擊敗本都海軍。
在此戰結束後由羅馬的盟邦提供約100艘的船艦巡守愛琴海，儘管對米特里達梯的防範足已但對防範海盜卻稍嫌不足，而後者的勢力正快速增長，接下來數十年海盜數敗羅馬的司令官，並襲擊義大利沿岸如入無人之地，甚至遠達羅馬城的港口－奧斯蒂亞（Ostia），據普魯塔克紀載：「海盜的船艦數以千計，被其所佔之城四百有餘。」這些行動大大的影響經濟以及權力：像其中一位裁判官－年輕的尤里烏斯凱薩
Immediately after the end of the war, a permanent force of ca. 100 vessels was established in the Aegean from the contributions of Rome's allied maritime states. Although sufficient to guard against Mithridates, this force was totally inadequate against the pirates, whose power grew rapidly. Over the next decade, the pirates defeated several Roman commanders, and raided unhindered even to the shores of Italy, reaching Rome's harbor, Ostia. According to the account of Plutarch, "the ships of the pirates numbered more than a thousand, and the cities captured by them four hundred." Their activity posed a growing threat for the Roman economy, and a challenge to Roman power: several prominent Romans, including two praetors with their retinue and the young Julius Caesar, were captured and held for ransom. Perhaps most important of all, the pirates disrupted Rome's vital lifeline, namely the massive shipments of grain and other produce from Africa and Egypt that were needed to sustain the city's population.
The resulting grain shortages were a major political issue, and popular discontent threatened to become explosive. In 74 BC, with the outbreak of the Third Mithridatic War, Marcus Antonius (the father of Mark Antony) was appointed praetor with extraordinary imperium against the pirate threat, but signally failed in his task: he was defeated off Crete in 72 BC, and died shortly after. Finally, in 67 BC the Lex Gabinia was passed in the Plebeian Council, vesting Pompey with unprecedented powers and authorizing him to move against them.  In a massive and concerted campaign, Pompey cleared the seas from the pirates in only three months. Afterwards, the fleet was reduced again to policing duties against intermittent piracy.